# Viatges a Itàlia de Mozart

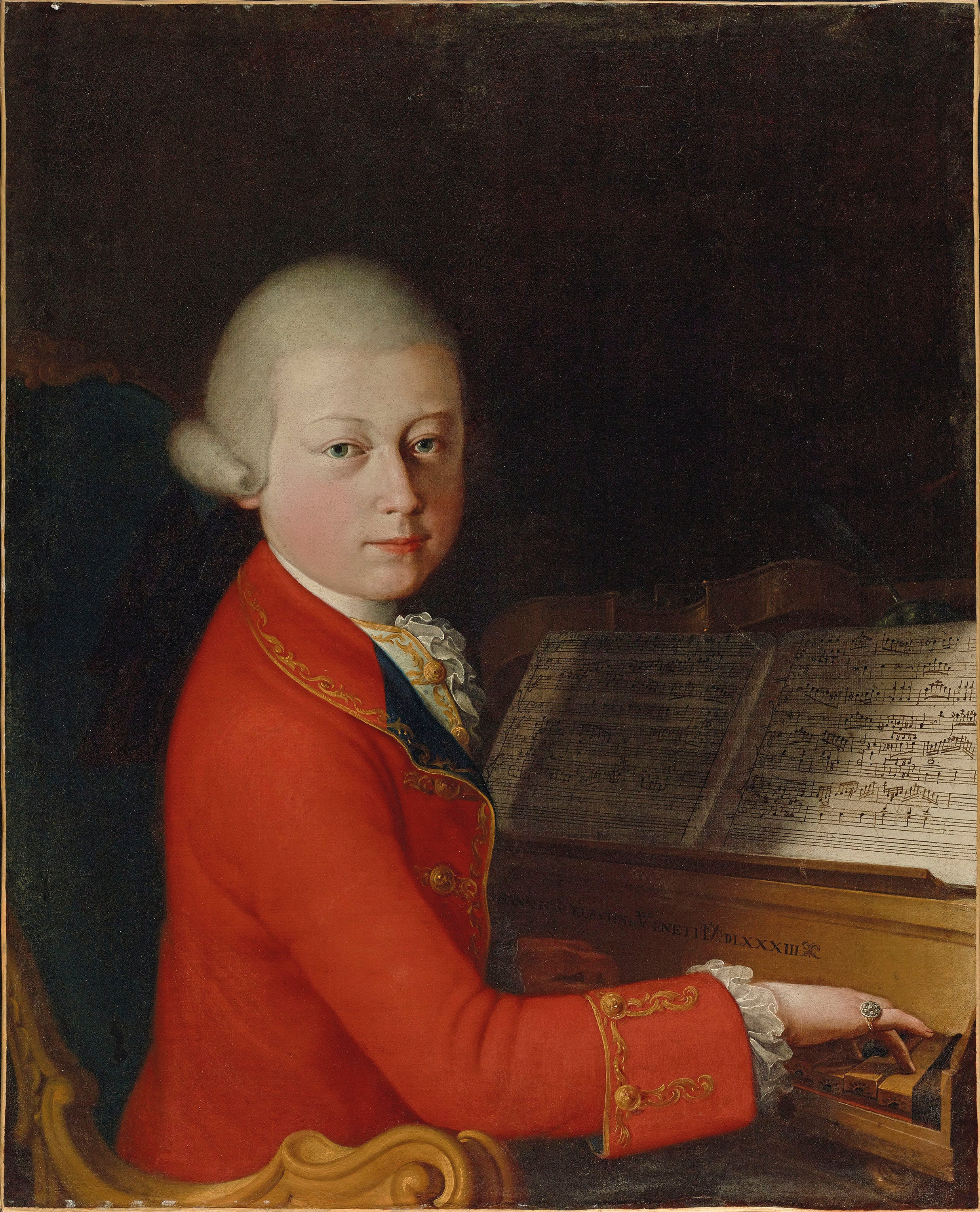
Retrat de Wolfgang Amadeus Mozart a Verona, el 1770, quan tenia 14 anys (retrat de Saverio dalla Rosa, 1745–1821).

El jove Wolfgang Amadeus Mozart i el seu pare, Leopold varen fer tres viatges a Itàlia: el primer, d'uns quinze mesos, des de desembre de 1769 fins al març de 1771; el segon, d'uns quatre mesos, des de l'agost de 1771 al desembre del 1771; el tercer, d'uns cinc mesos, de l'octubre de 1772 al març de 1773.
El primer viatge a Itàlia dels Mozart, fou finançat amb els concerts interpretats davant la noblesa italiana i també amb concerts públics. Fou el més llarg dels tres i van recórrer les ciutats més importants. En els dos viatges posteriors van estar a Milà on Wolfgang havia de completar les òperes que li havien encarregat a conseqüència de la seva primera visita. Des del punt de vista musical, els tres viatges van tenir un èxit considerable per a Wolfgang. Durant el primer viatge, les seves actuacions foren ben rebudes i el seu talent fou reconegut amb diversos honors, incloent-hi l'Ordine dello Speron d'Oro del papat i la seva afiliació a les principals societats filharmòniques.
Leopold, a partir de 1747, treballà com a músic al servei de la cort arquebisbal de Salzburg; el 1763, l'ascendiren a segon mestre de capella. Una part important del seu temps el va dedicar a l'educació musical dels seus dos fills, Nannerl i Wolfgang. Entre l'any 1763 i el 1766, tota la família van realitzar un "gran viatge"; també van passar una part del 1767 i gairebé tot el 1768 a la capital imperial, Viena. L'actuació dels dos germans captivà el públic i van causar una impressió considerable a una gran part de la societat europea. Cap al 1769, Nannerl havia assolit ja la majoria d'edat, però Leopold volia continuar desenvolupant l'educació de Wolfgang –que en aquell moment tenia 13 anys–, i al segle xviii Itàlia era una destinació molt important per a qualsevol compositor jove.
Les conseqüències dels viatges a Itàlia, en general, foren molt positives. Malgrat la seva joventut, va rebre encàrrecs del famós Teatre Regio Ducal de Milà per compondre tres òperes, cadascuna de les quals fou aclamada tant per part de la crítica com del públic. A més, va conèixer molts dels principals músics italians, incloent-hi al famós teòric musical Giovanni Battista Martini, amb el qual va estudiar a Bolonya. Però la part negativa és que Leopold esperava que Wolfgang –i possiblement ell mateix–, aconseguís un prestigiós nomenament en alguna de les corts italianes dels Habsburg. Aquest objectiu fou ja una prioritat quan les possibilitats de promoció de Leopold a Salzburg disminuïren. Malauradament, els persistents esforços de Leopold per assegurar-se un lloc disgustà a la cort imperial, i aquesta actitud va acabar de tancar qualsevol possibilitat d'obtenir el desitjat càrrec. Els viatges, en aquest sentit, van acabar amb una cert desencís.

## Antecedents

Leopold Mozart estava ansiós per ampliar l'educació musical de Wolfgang a Itàlia.

El novembre de 1766, la família Mozart havia retornat a Salzburg després dels grans viatges de tres anys i mig que van realitzar per les principals ciutats del nord occidental d'Europa. L'havien començat quan Wolfgang tenia set anys i Nannerl dotze. En gran part, Leopold havia aconseguit el que pretenia amb el viatge: mostrar a tothom el talent precoç dels dos fills i millorar la seva educació musical. La seva estada a Viena, que va començar el 1767, fou menys feliç: un brot de verola va provocar la mort de l'arxiduquessa Maria Josepa d'Àustria, de 16 anys, i va impedir als nens actuar a la cort imperial; aquest fet, forçà la família a buscar refugi a la regió de Bohèmia. Allà, Wolfgang va contreure la malaltia. Aquests inconvenients van ser el motiu perquè més tard repetissin el viatge a Viena, pel gener de 1768; però els dos músics ja no eren prou joves i no van causar el mateix impacte en les seves interpretacions públiques.
Un fet rellevant és que Leopold es va enfrontar amb l'empresari de la cort, Giuseppe Affligio, i amb l'eminent compositor de la cort, Christoph Willibald Gluck; tot, perquè volia aconseguir una representació a la cort de la primera òpera de Wolfgang, La finta semplice. El setembre de 1768 Leopold es va queixar a l'emperador Josep II que Giuseppe Affligio estava obstaculitzant aquesta possible representació i aquesta iniciativa perjudicà el prestigi dels Mozart a la cort. L'òpera, finalment, no fou estrenada a Viena sinó a Salzburg l'any següent, i Leopold es guanyà la reputació d'impertinent i «prepotent».
Un cop a Salzburg, el gener de 1769, Leopold considerava que l'educació de Nannerl, que ja tenia 18 anys, podia donar-se pràcticament per acabada i va centrar els seus esforços només en Wolfgang. Decidí portar el noi a Itàlia, territori dividit en importants estats com el Ducat de Milà, la República de Venècia, els Estats Pontificis o, més al sud, el Regne de Nàpols. Ja anteriorment, Leopold havia planificat una ruta per Itàlia quan havien de tornar del gran viatge per Europa Occidental, però va abandonar la idea per por que una absència massa llarga pogués no ser ben rebuda pels seus superiors de Salzburg. Durant més de dos segles, Itàlia havia estat un gran centre d'innovacions musicals, nucli de la música sacra i, per sobre de tot, bressol de l'òpera. Segons Leopold, Wolfgang havia d'absorbir directament la música que es feia a Venècia, Nàpols i Roma, i preparar-se per als futurs encàrrecs dels teatres d'òpera europeus, que eren «el que més interessava als compositors de finals del segle xviii». Leopold també volia que Wolfgang fes una immersió lingüística en italià, entrés en contacte amb la música sacra de més alta qualitat i ampliés la seva xarxa de persones influents. També existia la possibilitat, tant per a Wolfgang com per a Leopold, d'aconseguir entrar al servei de les corts dels Habsburg al nord d'Itàlia. Amb aquestes prioritats al cap, Leopold va decidir que Nannerl i la seva mare, Anna Maria, es quedessin a casa; una decisió que va molestar les dones, però que s'havia mirant de ser pràctics, i tenint en compte el benefici econòmic.
Durant els mesos anteriors a la partida, Wolfgang va compondre de manera prolífica i es va guanyar el favor de l'arquebisbe Siegmund Christoph von Schrattenbach qui, com a patró de Leopold, havia de consentir el viatge. L'octubre de 1769 els van concedir el permís per viatjar i els van atorgar una dotació de 600 florins. Wolfgang va rebre el títol honorari de «Konzertmeister» ("Concertino"), amb la paraula que al seu retorn aquest càrrec mereixeria un salari.

## Primer viatge

El mapa mostra les principals ciutats visitades durant el primer viatge per Itàlia, entre desembre de 1769 i març de 1771.
- La línia negra mostra la ruta principal externa des de Salzburg a Nàpols.
- La línia verda marca els desviaments presos durant el viatge de tornada.

Leopold i Wolfgang realitzaren el primer viatge a Itàlia entre el 13 de desembre de 1769 i el 28 de març de 1771. L'itinerari fou: Salzburg - Innsbruck - Bolzano - Rovereto - Verona - Màntua- Milà - Lodi - Parma - Bolonya - Florència - Roma - Nàpols - Roma - Loreto - Rimini - Bolonya - Milà - Torí - Milà - Brèscia - Venècia - Pàdua - Verona - Salzburg.

### Viatge a Milà
El 13 de desembre de 1769, Leopold i Wolfgang van partir de Salzburg, proveïts de diverses recomanacions i cartes amb les quals Leopold esperava obtenir favors. Entre les més importants hi havia una presentació al comte Karl Joseph Firmian de Milà, descrit com el «rei de Milà», un mecenes influent i culte. El seu suport seria vital per a l'èxit del projecte italià.
Pare i fill van passar per Innsbruck i es van dirigir directament cap al sud pel pas del Brenner, ja a Itàlia. L'itinerari seguia via Bolzano i Rovereto fins a Verona i Màntua, abans de girar a l'oest cap a Milà. Les previsions financeres de Leopold per a aquest viatge eren en general les mateixes que va fer per al gran viatge d'uns anys enrere i les despeses d'allotjament havien de ser sufragades amb els beneficis dels concerts. Aquest viatge hivernal de més de 560 quilòmetres fins a Milà va tenir una durada de sis setmanes, unes setmanes difícils, desagradables i amb llargues parades a causa d'una climatologia adversa. Leopold es va queixar per carta a la seva dona, de les fredes habitacions de les posades: «congelat com un gos, tot el que toco és gel». Eels ingressos dels primers concerts foren modestos; segons Leopold, les despeses eren aproximadament de 50 florins per setmana. Leopol havia après de l'experiència del gran viatge, on ostentava sobre els guanys obtinguts, i en aquest cas era més cautelós i donava menys detalls sobre la situació financera. Tendira a accentuar les despeses i parlar poc dels ingressos, Per exemple, va escriure en una carta: «En general no guanyarem molt a Itàlia [... ] generalment cal acceptar l'admiració i les ovacions com a pagament».

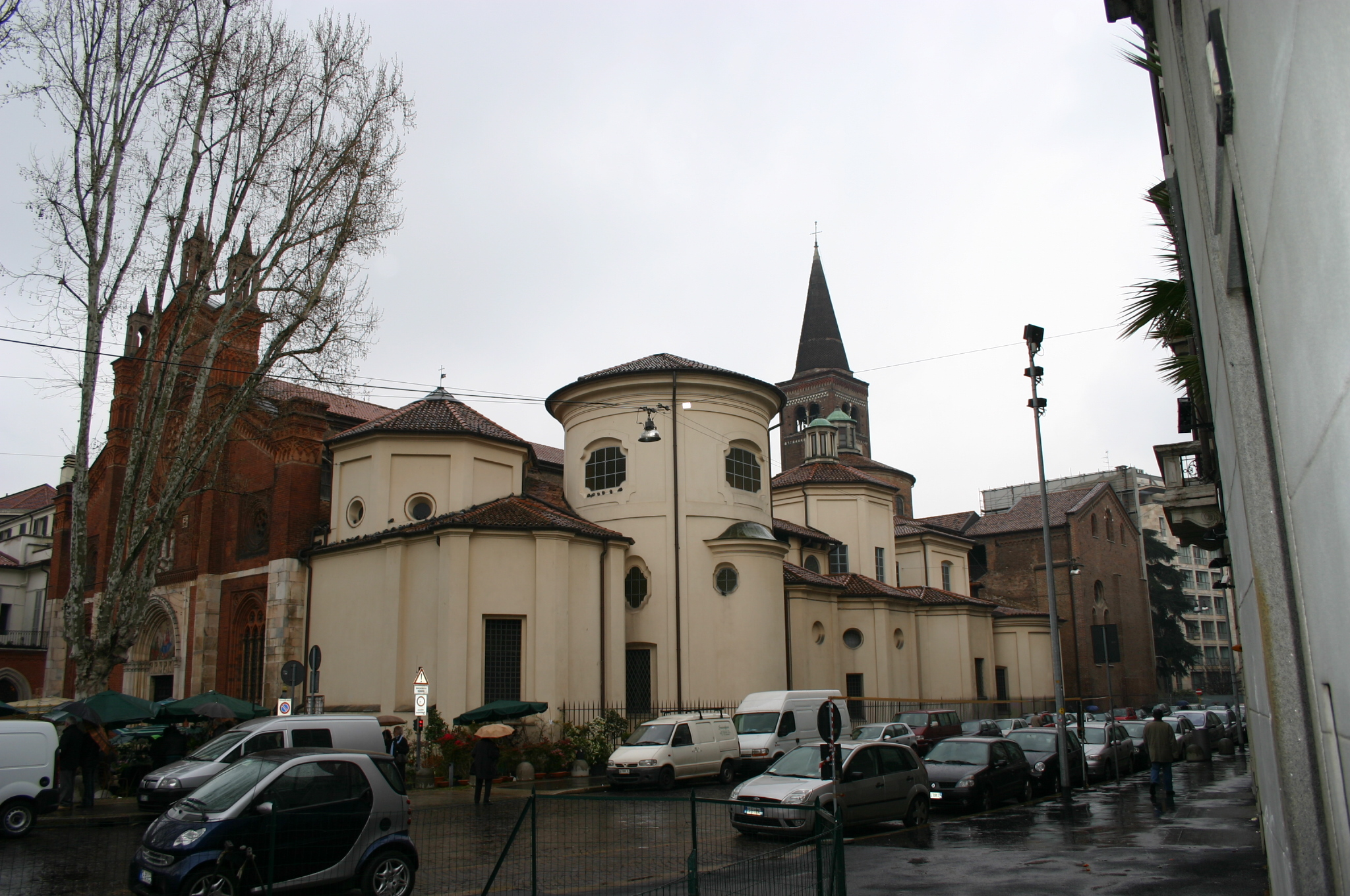
Monestir de Sant Marc, on van estar allotjats Leopold i Wolfgang durant la seva primera visita a Milà.

La pausa més llarga foren les dues setmanes d'estada a Verona, on la premsa va realitzar reportatges elogiosos del concert de Wolfgang el 5 de gener de 1770. Pare i fill van assistir a una representació de l'òpera Ruggiero de Pietro Alessandro Guglielmi, que Wolfgang va descriure negativament en una carta a Nannerl. Aquesta petita estada a Verona fou seguida per una parada més curta a Màntua, on Wolfgang va fer un concert a l'Accademia Filarmonica, amb un programa dissenyat per provar les seves capacitats interpretatives, la lectura a primera vista i la improvisació. Segons una ressenya de premsa, l'audiència es va quedar «bocabadada» per aquest «miracle de la música, un d'aquests fenòmens anormals que la naturalesa ens ofereix». A Màntua van patir un desaire del príncep de la casa de Thurn und Taxis, ja que un criat els va informar que no tenia cap desig de reunir-se amb ells. L'historiador Robert Gutman especula que el príncep coneixia l'assumpte entre Leopold i Affligio a Viena, i no va voler tenir relacions amb músics que no coneixien quina era la seva posició social. Per contra, el comte Arco, d'una família que era membre de la cort de Salzburg, els va rebre afectuosament.

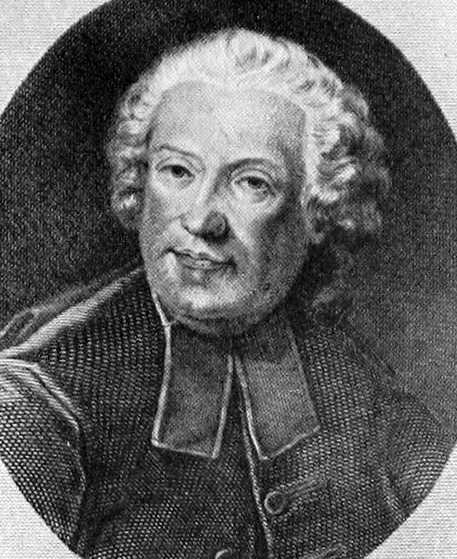
Wolfgang va escriure un conjunt d'àries que usaven els textos de Pietro Metastasio.

Van arribar a Milà el 23 de gener i van trobar un bon allotjament al monestir de Sant Marc, a prop del palau del comte Firmian. Mentre esperaven poder veure el comte, van assistir a l'òpera de Niccolò Piccinni, Cesare in Egitto. Firmian finalment els va donar la benvinguda amb una generosa hospitalitat i amistat, mostrant-li a Wolfgang una edició completa de les obres de Pietro Metastasio, el principal escriptor i llibretista dramàtic d'Itàlia a l'època. Firmian també va assistir a una gran quantitat de concerts als quals van anar moltes persones notables de la ciutat, incloent-hi l'arxiduc Ferran d'Àustria-Este, un possible futur patró per al jove compositor. Per a l'últim d'aquests concerts, Wolfgang va escriure un conjunt d'àries que usaven els textos de Metastasio. Aquestes foren tan ben rebudes que Firmian va encarregar a Wolfgang una òpera com a obertura per a la següent temporada del carnaval d'hivern a Milà, satisfent així les expectatives de Leopold. Wolfgang, com a honoraris, va rebre uns 500 florins i allotjament gratuït durant el període que va durar la composició i els assajos de l'obra. Finalment, van marxar de Milà el 15 de març amb rumb cap al sud, a Florència i Roma, portant amb ells les cartes de recomanació de Firmian i comprometent-se a tornar la tardor següent.
Durant aquesta part del viatge, sembla que Wolfgang no va compondre massa. El concert amb l'Accademia Filarmnica a Màntua havia inclòs moltes improvisacions però poca música escrita per Mozart; les úniques obres foren les àries compostes per al concert final dedicat a Firmian, gràcies a les que va obtenir l'encàrrec per a l'òpera del carnaval hivernal. Aquestes foren Se tutti i mali miei, K. 83/73p, Misero me, K. 77/73e i Ah più tremar..., K. 71. La Simfonia núm. 10 en sol, K. 74, podria ser que l'hagués iniciat a Milá i, pel que sembla, fou completada a Roma cap a l'abril.

### De Milà a Nàpols

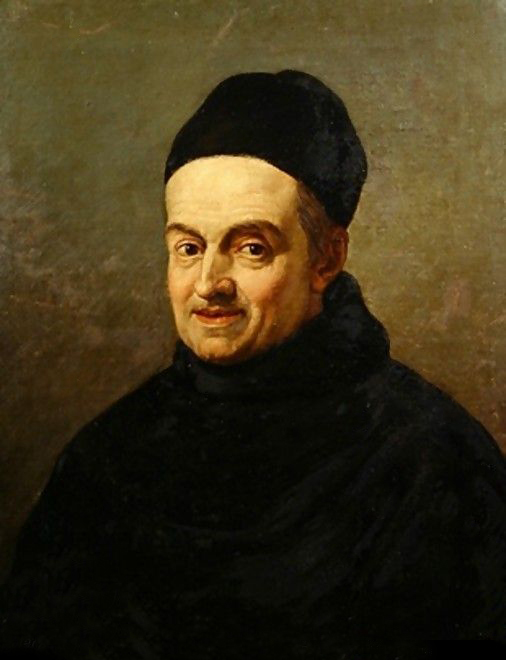
Giovanni Battista Martini, el Padre Martini, donà classes de contrapunt a Wolfgang a Bolonya.

En el seu viatge cap al sud, feren la primera parada a Lodi, on Wolfgang acabà de compondre el seu primer quartet de corda, K. 80/73f. Després d'uns dies a Parma, els Mozart es van traslladar a Bolonya que, segons elogià Leopold, era «el centre dels mestres, els artistes i els estudiosos». Les cartes de recomanació de Firmian els posaren en contacte amb el comte Pallavicini-Centurioni, un destacat mecenes artístic, qui immediatament va programar un concert per la noblesa local en el seu palau. Entre els convidats es trobava Giovanni Battista Martini, el més destacat teòric musical del seu temps i el més reconegut expert en el contrapunt barroc. Martini va atendre al jove compositor i el posà a prova amb uns exercicis de fugues. Leopold estava ansiós per aconseguir el suport del mestre, sempre amb un ull posat en els projectes de futur en alguna de les corts europees; però hi hagué poc temps i van acordar tornar a Bolonya ja a l'estiu per continuar les classes. Marxaren de Bolonya el 29 de març, portant amb ells cartes de recomanació de Pallavicini que havien de facilitar una audiència amb el papa Climent XIV, a Roma.
L'endemà, van arribar a Florència on el suport de Pallavicini els va facilitar una trobada al palau Pitti amb el Gran Duc i futur emperador del Sacre Imperi Romanogermànic Leopold d'Habsburg-Lorena. El Gran Duc va recordar la trobada amb els Mozart el 1768 a Viena i, fins i tot, els va preguntar per Nannerl. A Florència es van reunir amb el violinista Pietro Nardini, a qui ja havien conegut al començament del gran viatge per Europa; Nardini i Wolfgang van actuar junts en un llarg concert al palau d'estiu del Gran Duc. Wolfgang també va conèixer Thomas Linley, un prodigiós violinista anglès que era alumne de Nardini. Els dos van fer una gran amistat, compongueren música i tocaren junts; com Leopold destacà, ho feren «no com a nens sinó com a homes». Gutman relata que «un malenconiós Thomas va seguir el cotxe dels Mozart quan van marxar cap a Roma el 6 d'abril». Els nois mai es tornaren a veure; Linley, després d'una breu carrera com a compositor i violinista, va morir el 1778 en un accident anant en barca; tenia 22 anys.

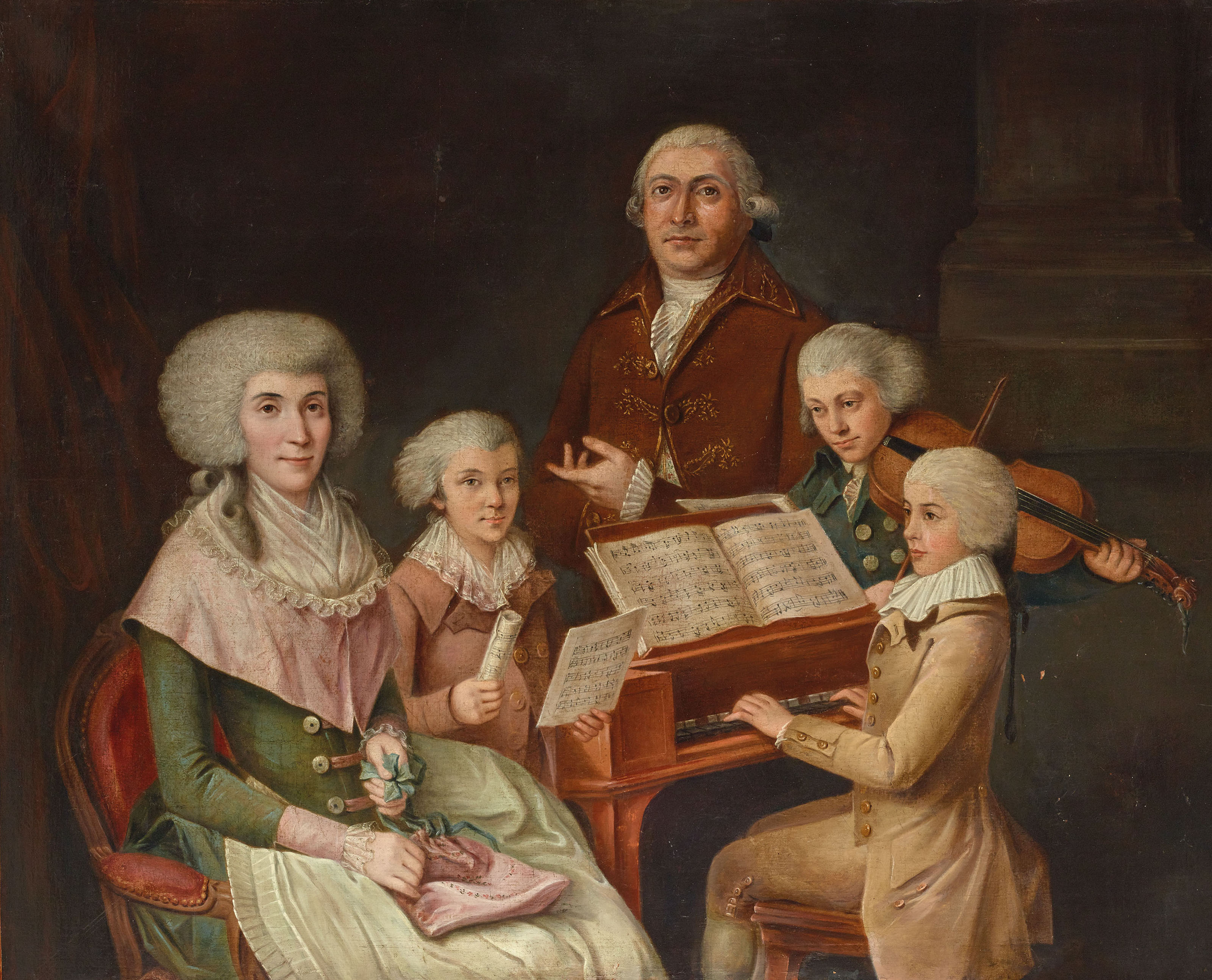
Wolfgang (teclat) i Thomas Linley (violí) que tenien la mateixa edat, estigueren tocant tota una tarda a Florència, el 1770. En el quadre, amb la família Gavard de Pivets.

Van arribar a Roma després d'un difícil viatge de cinc dies, amb vent i pluja, i s'allotjaren en una posada incòmoda que Leopold va descriure com a fastigosa, llardosa i amb poc menjar. Les recomanacions de Pallavicini aviat feren efecte: va quedar amb un parent del Comte, el cardenal Pallavicini, príncep San Angelo de Nàpols, i amb Carles Eduard Stuart – pretendent a la Corona británica com a futur Carles III d'Anglaterra i Escòcia–, conegut com el «gentil príncep Carles». Allà van fer molt turisme i Wolfgang actuà davant la noblesa. Els Mozart van visitar la Capella Sixtina, on el geni musical va escoltar i després va escriure de memòria el famós Miserere de Gregorio Allegri, una complexa obra coral de nou parts. Les notícies d'aquest extraordinari esdeveniment arribaren fins al Papa. Entre tots aquestes activitats, Wolfgang també componia. Va escriure la contradansa K. 123/73g i l'ària Se ardire, e speranza K. 82/73o; finalitzà també la Simfonia núm. 10 en sol. És possible que també compongués altres simfonies en aquesta època, però aquest fet no ha pogut ser confirmat.
Després de quatre atrafegades setmanes, Leopold i Wolfgang van marxar cap a Nàpols. Els bandolers sovint assetjaven els viatgers per la ruta a través de les Agro Pontino (Llacunes pontines), així que Leopold va contractar un comboi de quatre cotxes de cavalls. Arribaren al seu destí el 14 de maig portant les seves cartes de recomanació i aviat foren cridats pel primer ministre, el marquès Tanucci, i per William Hamilton, l'ambaixador britànic que havien conegut en la seva estada a Londres. Van fer un concert el 28 de maig, pel qual van guanyar uns 750 florins (Leopold no revelaria la quantitat exacta), i van assistir a la primera representació de l'òpera de Niccolo Jommelli, Armida abbandonata, al Teatro San Carlo. Wolfgang es va mostrar impressionat tant per la música com per la representació, encara que pensés que era «massa passada de moda i seriosa per al teatre» Wolfgang va declinar una invitació per compondre una òpera per a la següent temporada al Teatro San Carlo, ja que tenia un compromís previ amb el de Milà. Atès que no hi havia cap encàrrec previst de la cort reial, Leopold va decidir finalment abandonar Nàpols, després de visitar el Vesuvi, Herculà, Pompeia i els banys romans de Baiae. Van partir cap a Roma el 25 de juny en una diligència.

### Itinerari des de Nàpols

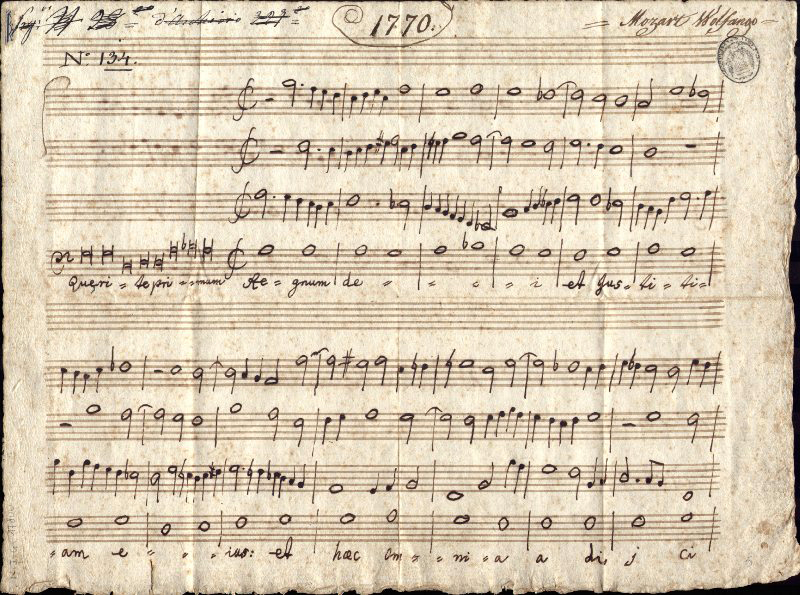
L'antífona Quaerite primum regnum, K. 86/73v amb la qual Wolfgang va fer la prova d'accés a l'Academia Filarmonica de Bolonya.

Van fer un ràpid viatge de vint-i-set hores de tornada fins a Roma, durant el qual Leopold es va ferir en una cama accident que li provocà problemes durant uns quants mesos. Wolfgang tenia garantida una audiència davant el Papa i va aconseguir que el nomenessin cavaller de l'Ordre de l'esperó d'or. Des de Roma van fer camí cap al famosa basílica de la Santa Casa de Loreto i van partir cap a Rímini per mar sota protecció militar, perquè en el trajecte podien patir atacs de pirates. Des Rimini es van desplaçar per terra fins a arribar a Bolonya el 20 de juliol.
La prioritat de Leopold era donar descans a la cama malferida. Wolfgang va passar el temps component un curt minuet, K. 122/73t, i un Miserere en la menor, K. 85/73s. Mentrestant, va arribar el llibret de l'òpera encarregada a Milà; Leopold esperava que fos La Nitetti de Metastasio, però fou Mitridate, re di Ponto, de Vittorio Cigna-Santi. El 10 d'agost, els dos Mozart es van traslladar al palau del Comte de Pallavicini que usava com a residència d'estiu, i van romandre allí durant set setmanes mentre la cama de Leopold anava millorant i Wolfgang treballava en els recitatius de Mitridate. A començaments d'octubre, amb Leopold més o menys recuperat, van tornar a la ciutat i Wolfgang, segons es creu, va començar el seu període com a estudiant del pare Martini. El 9 d'octubre realitzà l'examen com a membre de l'Accademia Filarmonica de Bolonya, component com a prova d'accés una antífona anomenada Quaerite primum regnum, K. 86/73v. En circumstàncies normals, l'intent per part de Mozart d'usar aquesta rara forma polifònica no hauria rebut una bona consideració, però Martini estava autoritzat a realitzar correccions i, probablement, també pagà el preu d'admissió del seu alumne. Wolfgang fou admès com a membre de l'Acadèmia i, poc després, els Mozart van marxar cap a Milà.

### Nova visita a Milà

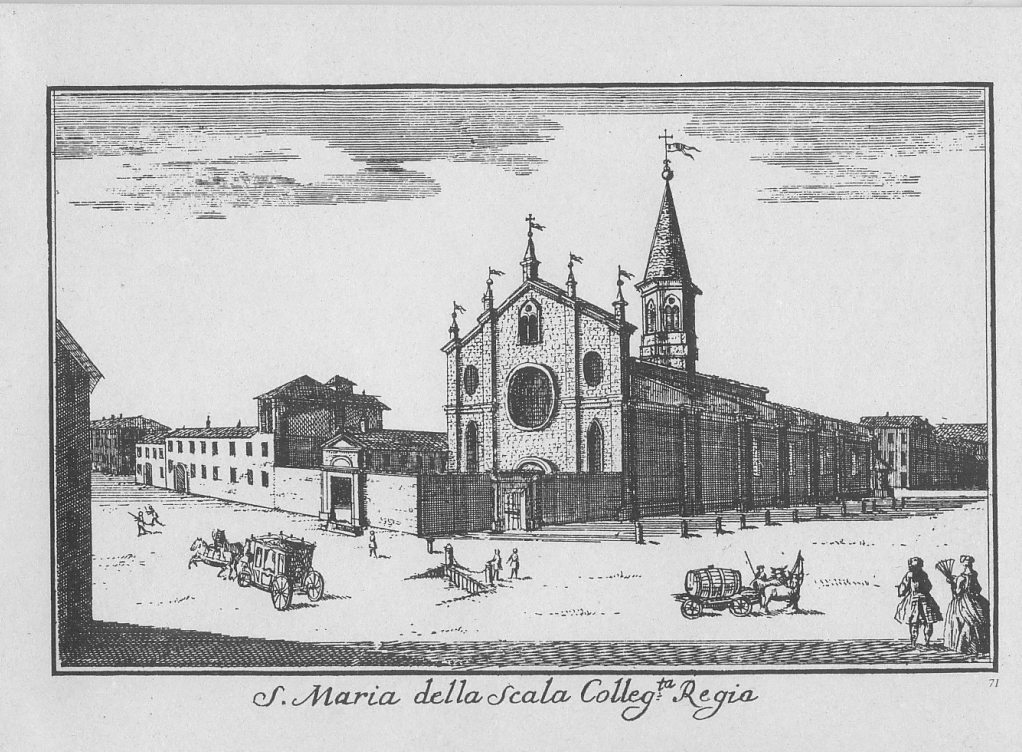
L'Església de Santa Maria alla Scala de Milà fou demolida l'any 1788 per a construir el nou teatre d'òpera de La Scala, després que el Teatre Regio Ducal s'hagués cremat.

El viatge de Bolonya a Milà es va veure retardat per tempestes i inundacions, però Leopold i el seu fill van arribar el 8 d'octubre, 10 setmanes abans de la primera representació de Mitridate; s'hi quedarien més de quatre mesos. A Wolfgang li feien mal els dits d'escriure recitatius, i en cap cas podia començar a compondre les àries fins que els cantants no hi fossin presents, ja que era un costum de l'època la col·laboració entre compositors i els principals solistes. Quan començaren les reunions amb els cantants van arribar també els problemes. Quirino Gasparini, compositor d'una primera versió de Mitridate, intentà persuadir la prima donna Antonia Bernasconi perquè usés els seus arranjaments en les àries, però els seus esforços foren infructuosos. Leopold va escriure, «Gràcies a Déu, que hem encaminat l'enemic». No obstant això, el tenor principal, Guglielmo d'Ettore, va demanar repetides vegades que les seves àries fossin escrites de nou i va cantar un dels arranjaments de Gasparini en el tercer acte, una inserció que roman en la partitura final de l'òpera.
Els assajos van començar el 6 de desembre. Va quedar palès tant el domini de Mozart en la dicció de l'italià quan van practicar els recitatius, com la seva professionalitat alhora d'assajar amb la partitura musical. Leopold escrigué: «Una part horrible d'aquesta empresa, beneït sigui Déu, segurament ha acabat i, Déu sigui elogiat, un cop més amb honor!». El 26 de desembre, al Teatre Regio Ducal (el gran teatre d'òpera de Milà en aquella època), Wolfgang va dirigir la primera representació pública de la seva Mitridate des del teclat, vestit per l'ocasió amb un abric amb ratlles de color escarlata i setí blau, ribetejat amb or. L'esdeveniment fou un triomf per a Wolfgang; al final, els espectadors van cridar: «Evviva il maestro!» i van demanar bisos. Es van realitzar vint-i-dues representacions de l'òpera; la Gazetta di Milano elogià el treball: «el jove mestre de capella, que no té encara quinze anys, estudia les belleses de la natura i les representa adornades pels arranjaments musicals més rars». Les àries cantades per Bernasconi «van expressar vistosament les passions i commoure el cor». Les reaccions posteriors van ser menys efusives i no hi ha cap document que acrediti que es realitzaran més representacions de Mitridate abans del seu retorn a Salzburg el 1971.
Després d'haver satisfet el principal objectiu del viatge, Wolfgang va fer un concert al palau del comte Firmian el 4 de gener de 1771. Uns dies més tard, van arribar notícies que havien nomenat a Wolfgang membre de l'Acadèmia Filharmònica de Verona. El 14 de gener van marxar cap a Torí per fer una estada de dues setmanes, on van conèixer molts dels principals músics italians: el distingit violinista Gaetano Pugnani, el seu prodigiós alumne de 15 anys Giovanni Viotti i el compositor Giovanni Paisiello; Leopold va comentar que l'òpera de Paisiello, Annibale in Torino, era magnífica. Van tornar a Milà per celebrar un dinar de comiat amb Firmian abans del retorn cap a Salzburg el dia 4 de febrer.

### Tornada a casa

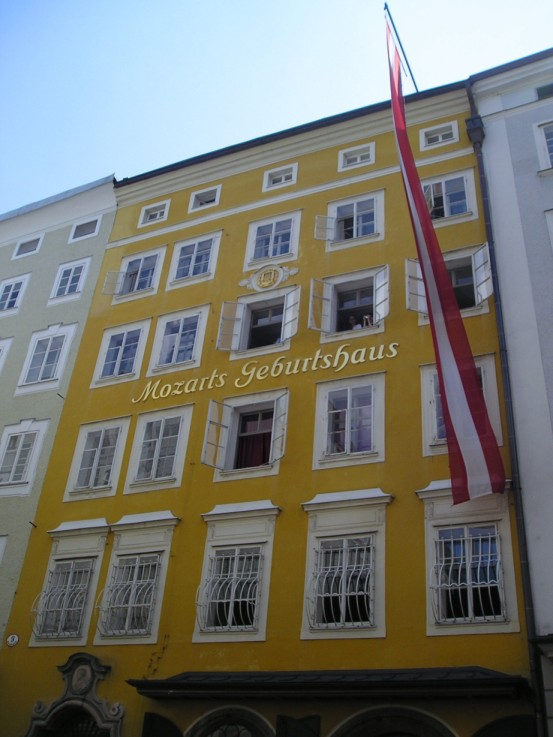
Domicili de la família Mozart al carrer Getreidegasse núm. 9 de Salzburg.

A la seva tornada a Salzburg, Leopold i Wolfgang van passar un temps a Venècia, al Palazzo Molin del Cuoridoro; prèviament, feren una parada a Brescia per veure una opera buffa. A Venècia, Leopold va emprar les seves cartes de recomanació per reunir-se amb la noblesa i negociar un contracte pel qual Wolfgang hauria de compondre una òpera per al teatre de Sant Benedetto. Va oferir diversos concerts i potser un d'ells el va fer en algun famós ospidale (orfenat) de Venècia. Els Mozart foren rebuts generosament, però Leopold no va quedar satisfet. «El pare sembla una mica molest», va escriure un remitent en una carta al compositor vienès Johann Adolph Hasse i va afegir: «probablement esperaven que els altres els busquessin, en lloc de ser ells els que havien d'anar darrere dels altres». Hasse va respondre: «El pare, des del meu punt de vista, està sempre descontent de tot».
Abandonaren Venècia el 12 de març i van viatjar cap a Pàdua on, un dia que s'havien agafat per descansar, Wolfgang va rebre l'encàrrec de don Giuseppe Ximenes, príncep d'Aragó, perquè a compondre un oratori per a la ciutat: Betúlia Liberata ("L'alliberament de Betúlia") K. 118 (74c). La història del que passà amb Betúlia Liberata, l'únic oratori compost per Wolfgang, és poc clara; se sap que no es va poder representar a Pàdua ni en vida de Mozart. A Verona, uns dies després, va rebre més encàrrecs. Wolfgang havia de compondre un tipus de serenata (una òpera menor), que havia de ser representada a Milà a la tardor, durant el casament de l'arxiduc Ferran amb la princesa Beatriu de Mòdena. Al mateix temps el jove compositor va rebre un altre encàrrec per al carnaval de Milà, però per a la temporada següent, 1772-1773; amb aquestes noves feines van incrementar substancialment els seus honoraris. Però aquestes novetats, van crear un conflicte de dates que impediren que Wolfgang pogués seguir amb l'encàrrec d'una òpera per al teatre de San Benedetto. Finalment, els dos Mozart van iniciar el retorn cap a Salzburg, on van arribar el 28 de març de 1771.
En la revisió d'aquest primer viatge italià, si s'analitza l'escassa informació financera proporcionada per Leopold, es pot deduir que el benefici obtingut degué ser molt substancial, potser d'uns 2.900 florins. La parella també havia comptat amb un ampli suport que els va permetre de moure's entre l'alta noblesa italiana. A més del reconeixement rebut de mans del Papa, Wolfgang havia estat admès a les acadèmies de Bolonya i Verona i havia pogut estudiar amb Giovanni B. Martini. Solomon l'anomena «el millor moment [de Leopold] i […] potser el més feliç».

## Segon viatge

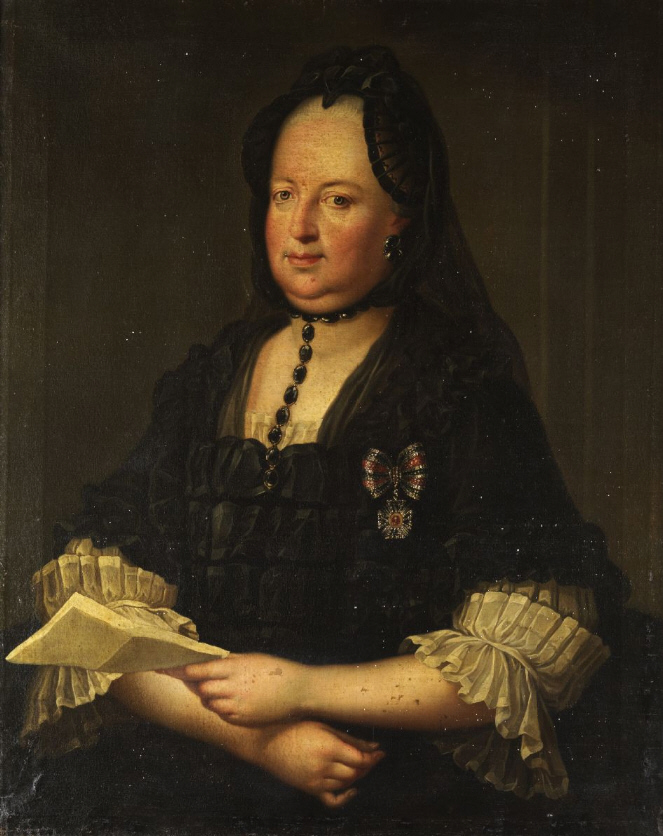
La dura carta de l'emperadriu vídua María Teresa va acabar amb les esperances de Leopold d'obtenir un nomenament en alguna de les corts dels Habsburg.

Leopold i Wolfgang realitzaren el segon viatge a Itàlia entre l'agost de 1771 i el desembre de 1771.
El 1771 Leopold i Wolfgang van viatjar una vegada més a Milà; hi van arribar el 21 d'agost. Wolfgang havia de compondre una "serenata" (una festa teatrale), per al casament entre l'arxiduc Ferran i la princesa Beatriu. Van compartir allotjament amb violinistes, un mestre de cant i un oboista: un grup que era, com Wolfgang el va qualificar jocosament en la seva correspondència amb Nannerl, «encantador per a la composició, em dona moltes idees!» Treballant a gran velocitat, Wolfgang va finalitzar Ascanio in Alba just a temps per al primer assaig el 23 de setembre.
S'esperava que l'obra fos una de les obres menors en la celebració del casament, per darrere de l'òpera Ruggiero de Johann Adolph Hasse. Això no obstant, Hasse (que tenia 72 anys) estava allunyat de les modes teatrals i, encara que l'emperadriu vídua Maria Teresa va elogiar l'òpera de Hasse, la recepció per part del públic fou tèbia, especialment si se la compara amb l'èxit d'Ascanio. Leopold va expressar el plaer que sentia amb aquesta situació: «l'Arxiduc, recentment, ha ordenat dues còpies», va escriure a casa. «Tots els nobles i altres persones es dirigeixen a nosaltres pel carrer per felicitar Wolfgang. En resum! Sento que la serenata de Wolfgang ha aixafat tant [clarament] l'òpera de Hasse que no puc descriure». Hasse es va prendre amb elegància el seu eclipsi i, segons es creu, va comentar que el noi faria que tots els altres compositors arribarien a ser oblidats.
Mozart va quedar lliure de compromisos a principis de novembre, però es van quedar un altre mes perquè Leopold esperava que l'èxit obtingut amb Ascanio es traduís en un nomenament per a Wolfgang en alguna cort. Pel que sembla en va la sol·licitud a l'arxiduc Ferran el 30 de novembre i la seva petició fou transmesa a la cort imperial de Viena. És possible que la desafortunada gestió que Leopold realitzà per tal d'estrenar La finta semplice a Viena encara molestés la cort, o que les seves paraules recreant-se en el fracàs de l'òpera de Hasse a Milà haguessin arribat fins a l'emperadriu. En qualsevol cas, la resposta de Maria Teresa a l'Arxiduc fou inequívoca, i descriviu els Mozart com a «gent inútil», que el nomenament degradaria el servei real i, afegia, «aquesta gent dona la volta al món com a captaires». Leopold mai es va assabentar del contingut d'aquesta carta; a més, aquesta va arribar a Milà quan ells ja havien iniciat el viatge de tornada a casa. Estaven decebuts però, per desconeixement, encara esperançats: «L'assumpte no està acabat; puc dir encara molt», va escriure Leopold en el camí de retorn a Salzburg; Hi van arribar el 15 de desembre de 1771.
Malgrat la intensa agenda de treball durant la seva estada a Milà, Wolfgang va trobar el temps necessari per compondre la seva Simfonia núm. 13 en fa, K. 112. També va iniciar una futura simfonia de l'obertura d'Ascanio, afegint un final als dos moviments existents. Una altra simfonia en do major, la K. 96/111b, de vegades es creu que també fou composta en visita a Milà, però hi ha dubtes sobre si va ser en aquestes dates o en un altre moment.

## Canvis a la cort de Salzburg

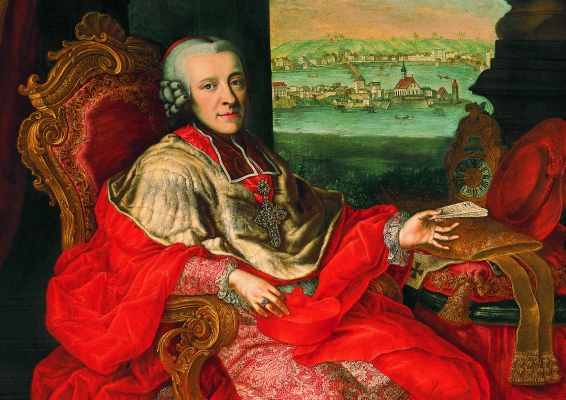
Hieronymus von Colloredo, el nou arquebisbe de Salzburg, va truncar les esperances de promoció de Leopold.

L'endemà del retorn de Leopold i Wolfgang a Salzburg, la cort va patir una commoció per la mort de l'arquebisbe Schrattenbach. Aquesta situació generà dificultats a Leopold, que no havia resolt els seus assumptes amb la cort. No hi havia cobrat part del seu salari durant el segon viatge a Itàlia; per tant, esperava sol·licitar el cobrament i, a més, mirar d'aconseguir un salari per a Wolfgang com a concertino. Així és com Schrattenbach havia acordat que caldria pagar a Wolfgang després de tornar del primer viatge a Itàlia.
El càrrec de mestre de capella, que feia temps que Leopold esperat aconseguir, estava ara desocupat. L'anterior mestre, Giuseppe Lolli, tenia 70 anys i estava preparant el seu retir. Leopold era el segon mestre de capella i, en circumstàncies normals, li haurien concedit el càrrec. Això no obstant, el nomenament ara pertocava al nou arquebisbe. El 14 de març de 1772, després de diverses maquinacions polítiques, el comte Hieronymus von Colloredo fou escollit com a nou arquebisbe; era un candidat acceptable per a la cort imperial de Viena.
Colloredo, tot i que impopular entre els salzsburguesos, semblava que era un nomenament avantatjós per als Mozart. Leopold arribà a cobrar el sou no pagat, i el 31 d'agost Colloredo aprovà el pagament del sou com a concertino per a Wolfgang. Però, pel que fa al càrrec de mestre de capella, el nou arquebisbe començà a buscar algú de fora de Salzburg. Finalment, escollí l'italià Domenico Fischietti, que era cinc anys més jove que Leopold; Les possibilitats de promoció de Leopold s'havien esvaït irrevocablement i també no hi havia bones perspectives per aconseguir un futur professional estable per a Wolfgang. Aquesta situació l'impulsà a realitzar un tercer viatge a Itàlia, el qual iniciarien l'octubre de 1772.

## Tercer i darrer viatge

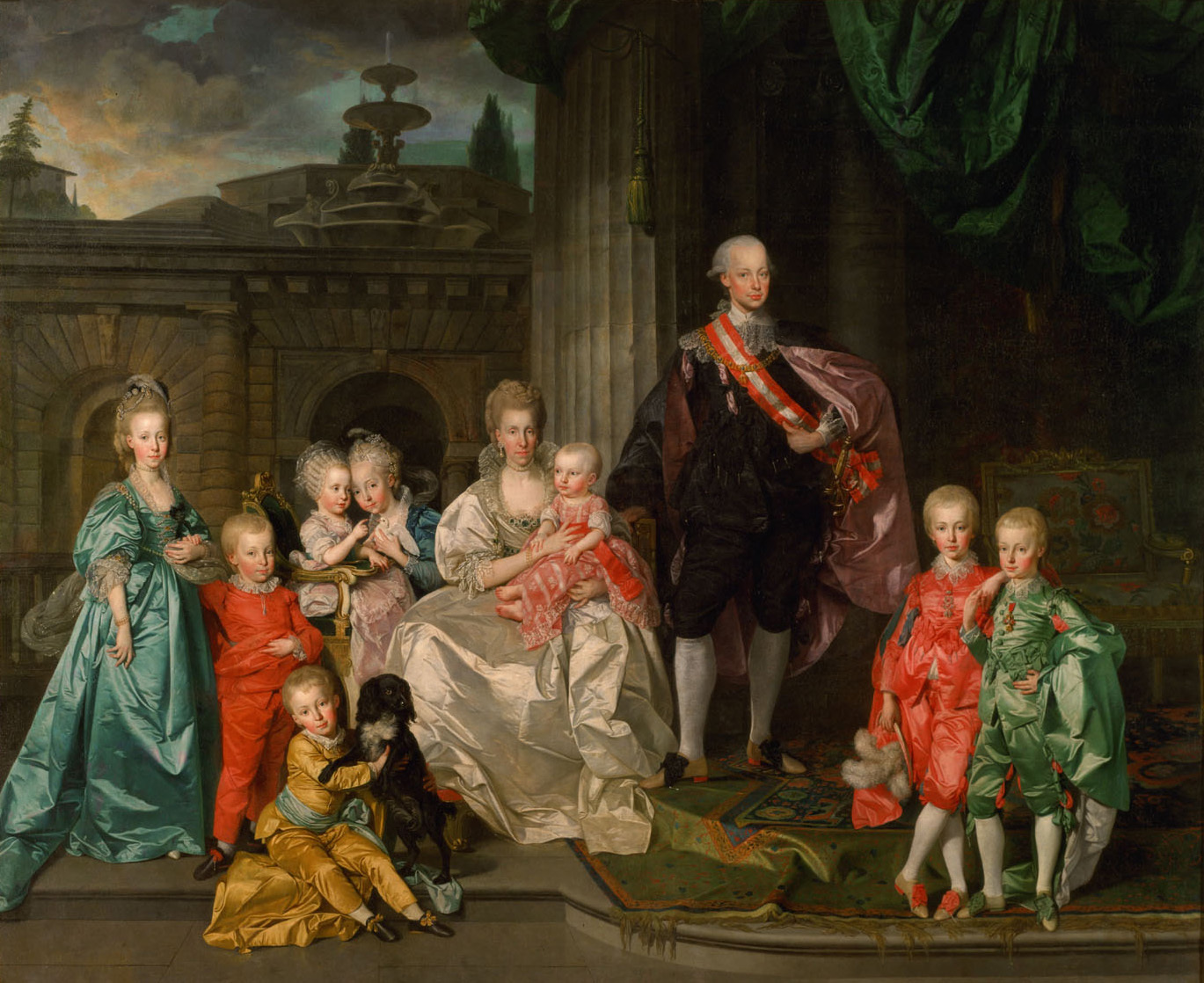
El Gran Duc Leopoldo de la Toscana era el darrer recurs de Leopold per aconseguir un nomenament a la cort per a Wolfgang... Però no va funcionar.

Leopold i Wolfgang realitzaren el tercer viatge a Itàlia entre l'octubre de 1772 i el 13 de març de 1773.
Els Mozart van tornar a Milà; Wolfgang havia de completar la segona òpera per al carnaval, un encàrrec formalitzat al final del primer viatge gràcies a l'èxit de la seva òpera, Mitridate, re di Ponto. El text per a la nova òpera fou Lucio Silla, original de Giovanni de Gamerra i revisat per Pietro Metastasio. Wolfgang es trobà ràpidament amb els problemes habituals dels muntatges operístics, com l'arribada tardana dels cantants i la retirada del tenor principal a causa d'una malaltia. Leopold recull en una carta a casa seva que el 18 de desembre havia arribat el nou tenor, que Wolfgang componia les seves àries a una velocitat gairebé suïcida i que els assajos eren plens de canvis. El 26 de desembre es va realitzar la primera representació,; fou caòtica. L'espectacle començà amb dues hores de retard a causa de l'arribada tardana de l'arxiduc Ferran, hi va haver baralles entre els intèrprets principals i el temps d'execució de l'obra es va allargar per la inserció d'uns ballets (una pràctica comuna a l'època), de manera que l'espectacle acabà cap a les dues de la matinada; malgrat tot, les representacions foren ben rebudes. Leopold escrivia el 9 de gener de 1773 que encara omplien el teatre i que l'estrena de la segona òpera, Sismano nel Mogul de Giovanni Paisiello, s'havia posposat per permetre que l'obra de Wolfgang arribés a les vint-i-sis representacions. Tot i així, l'èxit obtingut amb aquesta obra fou fugaç. D'altra banda, cal destacar que en els anys següents el llibret fou tractat per diversos compositors, entre els que cal citar al mentor de Wolfgang a Londres, Johann Christian Bach.
Leopold, que segui desconeixent l'opinió que tenia d'ell l'Emperadriu, prosseguí amb la demanda d'un nomenament per a Wolfgang i centrà la seva atenció en el Gran Duc Leopold de la Toscana, el tercer fill de l'emperadriu. La sol·licitud fou fortament recolzada pel comte Firmian i Leopold, en una de les cartes encriptades que envià a casa seva, deia que estava bastant esperançat. Mentre els Mozart esperaven una resposta, Wolfgang va compondre una sèrie de quartets de corda (del K. 155/134a al K. 160/159a) i el famós motet Exsultate, jubilate, K. 165.
| Exsultate, jubilate                                                                           |
|                                                                                               |
| Exsultate, jubilate, interpretat per Michele Laporte (soprano) i Philippe Malgouyres (orgue). |
|                                                                                               |

Leopold va recórrer a la mentida per explicar la pròrroga de la seva visita a Milà, i afirmà que patia un reumatisme sever que li impedia viatjar. En les cartes encriptades dirigides a la seva esposa Anna Maria li explicava que tots dos estaven bé, però ella divulgà la història de la seva indisposició. Esperà la resposta del Gran Duc el que quedava del mes de gener i pràcticament tot el febrer. La negativa va arribar el 27 de febrer. Es desconeix si el Gran Duc estava influït per l'opinió que tenia la seva mare, l'emperadriu, sobre els Mozart, però el seu rebuig va tancar les opcions de Leopold d'obtenir un nomenament per a Wolfgang a Itàlia. Els Mozart sense cap altra contacte, marxaren cap a Salzburg. Partiren de Milà el 4 de març i arribaren a casa nou dies més tard. Ni el pare ni el fill tornarien a Itàlia mai más.

## Valoració

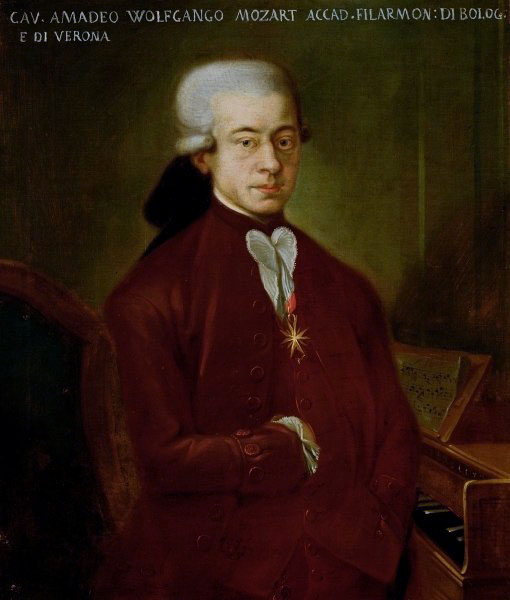
Mozart a 1777 portant la insígnia de l'Ordre de l'Esperó d'Or, rebuda de mans del papa Climent XIV el 1770.

Maynard Solomon valora els viatges per Itàlia com un gran triomf però suggereix que, des del punt de vista dels objectius de Leopold, també van representar un gran fracàs. Els Mozart van tenir certament un benefici financer, i Wolfgang es va desenvolupar artísticament per convertir-se en un reconegut compositor. Encara que la recepció dels Mozart no fou uniformement cordial –havien estat tractats amb fredor per la cort de Nàpols i el Príncep de Thurn und Taxis els havia menyspreat–, en general, els italians el van correspondre amb entusiasme. Wolfgang havia estat rebut i ordenat cavaller pel Papa; l'havien fet membre de les principals societats filharmòniques i havia estudiat amb el teòric musical més important d'Itàlia, Giovanni Battista Martini. Però, per sobre de tot, havia estat acceptat com un professional de l'òpera italiana, completant tres encàrrecs amb una excel·lent valoració per part de la crítica i el públic. Va conrear altres tipus de composicions fruit de la seva experiència a Itàlia, incloent-hi un oratori, diverses simfonies, alguns quartets de corda i nombroses obres menors.
El fracàs va arribar per fet que Leopold, malgrat la seva insistència, no va poder assegurar un nomenament prestigiós tant per a ell com per al seu fill. Leopold no era conscient de la mala imatge que tenien d'ells alguns sectors de la cort –especialment l'emperadriu–, però percebia que hi havia una barrera intangible que no deixava satisfer les seves ambicions a Itàlia. Finalment, es va adonar que no podia fer res contra aquestes forces que tenien en contra. D'altra banda, des de la perspectiva musical, també els triomfs de Wolfgang a Itàlia foren efímers. Malgrat l'èxit de crítica i públic de les seves òperes al Teatre Regio Ducal, a Milà no li van encarregar cap altra òpera, i tampoc van arribar més encàrrecs de cap dels llocs que visitaren. Quan es van esvair totes les esperances d'un càrrec a les corts italianes, Leopold va procurar assegurar el futur de la família per altres mitjans; comenta per carta: «No ens hem de desanimar, ja que Déu ens ajudarà. Ja he resolt alguns projectes.»
Hi ha qui creu que Wolfgang, tot i que estava qualificat per a un lloc com a mestre de capella com ho demostrava la seva habilitat amb el teclat i el violí i la seva experiència com a compositor, només tenia 17 anys i era massa jove per al càrrec. Per tant, en els anys següents hauria de treballar al servei de la cort de Salzburg, amb Colloredo. Amb el temps, el descontentament creixeria i, el 1781, donaria lloc a la famosa disputa amb l'assistent de l'Arquebisbe i la marxa cap a Viena. Leopold, que seguiria en el seu càrrec com a segon mestre de capella, va romandre a la cort fins a la seva mort, l'any 1787.